# Diplolophium zambesianum
Diplolophium zambesianum là một loài thực vật có hoa trong họ Hoa tán. Loài này được Hiern mô tả khoa học đầu tiên năm 1877.